# Enicospilus hansonorum
Enicospilus hansonorum är en stekelart som beskrevs av Fernandez Triana 2005. Enicospilus hansonorum ingår i släktet Enicospilus och familjen brokparasitsteklar. Inga underarter finns listade i Catalogue of Life.